# Jhonny Baldeón
Jhonny Alejandro Baldeón Parreño (15 de junio de 1981, Sangolquí, provincia de Pichincha, Ecuador) es un exfutbolista ecuatoriano. Su último equipo fue el Cumbayá F.C.

## Trayectoria
“El Rayo” Baldeón siempre fue un jugador que llamó mucho la atención de los caza talentos debido a que destacó en todas las categorías juveniles en su natal Sangolquí. En 1997, el club capitalino Deportivo Quito decidió comprar su pase junto al de su mejor amigo Bernardo "el toro" Varea. Rápidamente el joven Baldeón formó parte del primer plantel, produciéndose su debut en el año 2000.
A finales del año 2004 fue cedido a préstamo al club Alianza Lima de Perú, donde consiguió el Campeonato Nacional. En el 2005 retornó al Deportivo Quito, donde jugó media temporada y luego fue transferido al Talleres de Córdoba de Argentina. A fines de ese mismo año regresó al equipo de la 'Plaza del Teatro'. Al año siguiente pasó al Barcelona Sporting Club. En el 2008 es cedido al Espoli después de frustrase su pase al Saint Etienne de Francia. En el 2009, como tantas otras veces, retornó al Deportivo Quito donde una vez más hizo la dupla con Bernardo "el toro" Varea, haciendo su magistral combinación dorada, donde permaneció hasta julio cuando decide regresar al equipo que lo formó, el Independiente de Sangolquí. 
En 2011 ficha por el Macará de Ambato

## Selección nacional
Con la selección juvenil de fútbol de Ecuador jugó en el  Mundial de la categoría Sub 20 en Argentina, en el Preolímpico Sub-23 y estuvo en las convocatorias de las eliminatorias, para la Copa del Mundo Alemania 2006.

### Participaciones enCopas América
| Torneo            | Sede | Resultado      | PJ | GA | Asis |
| ----------------- | ---- | -------------- | -- | -- | ---- |
| Copa América 2004 | Perú | Fase de grupos | 0  | 0  | 0    |

### Participaciones enEliminatorias al Mundial
| Eliminatoria                           | Sede del Mundial | Posición      | Resultado   | PJ | GA | Asis |
| -------------------------------------- | ---------------- | ------------- | ----------- | -- | -- | ---- |
| Eliminatorias Mundial de Alemania 2006 | Alemania         | 3°lugar 28pts | Clasificado | 3  | 0  | 1    |

## Clubes
| Club                    | País      | Año         |
| ----------------------- | --------- | ----------- |
| Deportivo Quito         | Ecuador   | 1997 - 2004 |
| Alianza Lima            | Perú      | 2004        |
| Deportivo Quito         | Ecuador   | 2005        |
| Talleres de Córdoba     | Argentina | 2005        |
| Deportivo Quito         | Ecuador   | 2005        |
| Barcelona SC            | Ecuador   | 2006        |
| Deportivo Quito         | Ecuador   | 2007        |
| Espoli                  | Ecuador   | 2008        |
| Deportivo Quito         | Ecuador   | 2009        |
| Independiente del Valle | Ecuador   | 2009 - 2010 |
| Macará                  | Ecuador   | 2011 - 2012 |
| Independiente del Valle | Ecuador   | 2013 - 2014 |
| Clan Juvenil            | Ecuador   | 2015 - 2017 |
| Cumbayá FC              | Ecuador   | 2018        |

## Palmarés
| Título              | Club                     | País    | Año  |
| ------------------- | ------------------------ | ------- | ---- |
| Campeonato Nacional | Alianza Lima             | Perú    | 2004 |
| Serie B             | Independiente José Terán | Ecuador | 2009 |
| Campeonato Nacional | Deportivo Quito          | Ecuador | 2009 |
| Segunda Categoría   | Clan Juvenil             | Ecuador | 2015 |